# Lassen met gevulde draad
Het lassen met gevulde draad (Engels: fluxed core arc welding of innershield® welding) is een variant op het MIG/MAG-lasproces met dien verstande dat er hierbij geen beschermgas gebruikt wordt. In die zin heeft het ook overeenkomst met het lassen met beklede elektrode.

## Proces
De laselektrode is bij dit lasproces een holle draad die gevuld is met een fijn laspoeder dat bestaat uit stoffen die tijdens het verhitten/afsmelten in het smeltbad beschermgassen vormen die het vloeibare metaal tegen zuurstofindringing beschermen. Tevens wordt er door de draadvulling ook een snelstollende slak gevormd die in verticale en bovenhandse lasposities het smeltbad ondersteunt en spatten en stralen vermindert, waardoor met relatief grote stromen gewerkt kan worden. De slaklaag laat zich na afloop van het lassen meestal eenvoudig mechanisch verwijderen.
Er zijn zeer veel verschillende typen lasdraad verkrijgbaar voor dit lasprocedé, waarbij verschillen bestaan tussen de gebruikte vulmiddelen maar ook qua draadfabricage (dichtgelast of rondgevouwen).
Sommige lasmachines bieden ook de mogelijkheid om een lastang voor lassen met beklede elektrode aan te sluiten, zodat de lasser gemakkelijk van lasproces kan omschakelen.

## Toepassingen
Het lassen met gevulde draad heeft vooral voordelen in die situaties waar geen extreem hoge eisen gesteld worden aan de lasverbindingen, maar waar wel behoefte is aan hoge lassnelheden en daardoor - ondanks het relatief dure materiaal - een goedkoop lasproces.
Met dit lasproces kan plaat gelast worden vanaf ±1,5 mm dikte, maar door de keuzevrijheid in de gebruikte lasdraaddiameter die verkrijgbaar is van 0,8 mm tot 2,4 mm zijn ook zeer dikke staalsoorten te lassen. Tot een dikte van 1,6 mm zijn de meeste draden nog in alle posities te verlassen. Daarboven worden sommige lasposities onmogelijk door de omvang van het smeltbad.
Dit proces is ook uitstekend toepasbaar voor lasrobots.
In de Verenigde Staten is dit lasprocedé populair, in Europa krijgt het langzaam voet aan de grond.
Met name voor laswerkzaamheden op locatie zou lassen met gevulde draad het huidige lassen met beklede elektrode in de toekomst van de eerste plaats kunnen verdrijven door de haalbare snelheid en daardoor kostenreductie.

## Voor- en nadelen

### Voordelen
- Onafhankelijk van beschermgas.
- Zeer hoge neersmeltsnelheden mogelijk.
- Slecht passende en openstaande lasnaden kunnen vrij gemakkelijk overbrugd worden.
- Groot zelfreinigend vermogen van de te lassen naad (roest en/of zink hoeft geen probleem te zijn).
- Geen elektrodenwissel nodig, waardoor de inschakelduur van de lasser enorm toeneemt in verhouding tot lassen met beklede elektrode (+25 tot +300% voor eenzelfde lasnaad).
- Weinig gevoelig voor wind; beschermgas waait dus niet weg.
- Geen afval in de vorm van elektrodepeuken, die vaak gemiddeld maar voor 70% van de bruikbare lengte gebruikt worden.
- Met sommige typen toevoegdraden is het mogelijk om zonder eerst de slaklaag weg te bikken direct een tweede laslaag over de eerste aan te brengen, wat weer zorgt voor een arbeidstijdreductie.

### Nadelen
- Sterke rookontwikkeling, die in grote mate ongezond is voor de lasser. Adembescherming is bijna altijd noodzakelijk.
- Speciale training is nodig; een mig/mag-lasser of elektrodelasser kan niet zonder meer een nette lasrups leggen met dit lasproces.
- Kans op slakinsluitsels.
- De lasapparatuur is prijzig in aanschaf.
- Door de aard van het toevoegmateriaal is het draad wat kwetsbaarder en kan bij de draadaanvoer wat sneller storingen geven dan bij MIG/MAG-lassen.
- Minder mobiel dan een elektrode-lastang, je hebt een logge draadaanvoerkoffer nodig naast het werkstuk.
- Door de benodigde specialistische kennis en vaardigheid van de lasser wordt er vaak een hoger uurtarief gehanteerd.
- Verkrijgbaarheid van de toevoegmaterialen is niet altijd eenvoudig, kosten per kilo liggen ook hoger dan van laselektroden.
- De vulling van het lasdraad mag bij voorkeur geen vocht opnemen en moet dus goed bewaard worden. Dit probleem geldt vooral voor dichtgevouwen draad; in mindere mate voor dichtgelast draad.